# I'm Old Fashioned
I’m Old Fashioned från 2006 är Margareta Bengtsons debutalbum som soloartist.

## Låtlista
1. I'm Old Fashioned (Jerome Kern/Johnny Mercer) – 4:35
2. This is New (Kurt Weill/Ira Gershwin) – 6:05
3. Corcovado (Antônio Carlos Jobim) – 5:41
4. Once Upon a Summertime (Michel Legrand/Eddie Barclay/Eddie Marnay/Johnny Mercer) – 5:49
5. Twisted (Wardell Grey/Annie Ross) – 4:31
6. It Never Entered My Mind (Richard Rodgers/Lorenz Hart) – 5:14
7. Like Someone in Love (Jimmy Van Heusen/Johnny Burke) – 4:08
8. Dindi (Antônio Carlos Jobim/Aloysio de Oliveira/Ray Gilbert) – 5:26
9. Someone to Watch Over Me (George Gershwin/Ira Gershwin) – 6:21
10. Some Other Time (Leonard Bernstein/Adolph Green/Betty Comden) – 6:05

## Medverkande
- Margareta Bengtson – sång
- Peter Asplund – trumpet
- Peter Fredman – altsaxofon
- Joakim Milder – tenorsaxofon
- Dicken Hedrenius – trombon
- Ove Lundin – piano
- Martin Sjöstedt – bas
- Calle Rasmusson – trummor
- Jan Bengtson – flöjt
- Tom S Lund – gitarr
- Calle Jacobsson – tuba
- Stockholm Session Strings

## Mottagande
Skivan fick ett blandat mottagande när den kom ut med ett genomsnitt på 3,3/5 baserat på fem recensioner.

## Listplaceringar
| Lista (2006) | Topplacering |
| ------------ | ------------ |
| Sverige      | 51           |